# Nuup Kangerlua
Nuup Kangerlua és un fiord de 160 km de llarg situat al municipi de Sermersooq, al sud-oest de Groenlàndia. Anteriorment era conegut pel nom colonial de fiord de Godthaab (en danès: Godthåbsfjorden), estret de Gilbert i riu de Baal.
La capital de l'illa, Nuuk, es troba en aquest fiord, que és el més llarg de la costa de la mar de Labrador, a Groenlàndia, i un dels més llargs de la part habitada del país.

## Geografia
El cap del fiord es troba a l'interior, esdevenint un fiord gelat a 64° 19′ 50″ N, 49° 36′ 10″ O / 64.33056°N,49.60278°O, amb dues glaceres que drenen la capa de gel de Groenlàndia (en groenlandès: Sermersuaq) que desemboquen en el fiord.
Inicialment, el fiord flueix cap al nord-oest, per després girar cap al sud-oest a 64° 43′ N, 50° 37′ O / 64.717°N,50.617°O, dividint-se en tres braços en el seu tram inferior, amb tres grans illes muntanyoses entre els braços: l'illa Sermitsiaq i la seva muntanya principal, que és visible des de gran part de Nuuk, l'illa de Qeqertarsuaq i l'illa d'Qoornuup.
El fiord s'eixampla en una badia esquitxada de barrancs a prop de la seva desembocadura, i desemboca a la mar de Labrador a aproximadament 64° 03′ N, 51° 58′ O / 64.050°N,51.967°O, prop de l'antic assentament de Kangeq.
| - Imatge de satèl·lit de Nuup Kangerlua - Vista aèria del fiord i la muntanya Sermitsiaq |

### Assentament
Nuuk, la capital de Groenlàndia, es troba a prop de la desembocadura del fiord, en una península muntanyosa que limita el fiord des del sud-est. Kapisillit es troba a 75 km al nord-est de Nuuk, a prop del cap de Kapisillit Kangerluaq, un dels fiords tributaris de Nuup Kangerlua.